# Energieeinsparverordnung
Die Energieeinsparverordnung (EnEV) war ein Teil des deutschen Wirtschaftsverwaltungsrechtes. Sie wurde zum 1. November 2020 durch das Gebäudeenergiegesetz abgelöst.
Der Verordnungsgeber schrieb darin auf der rechtlichen Grundlage der Ermächtigung durch das Energieeinsparungsgesetz (EnEG) Bauherren bautechnische Standardanforderungen zum effizienten Betriebsenergiebedarf ihres Gebäudes oder Bauprojektes vor. Die EnEV galt für Wohngebäude, Bürogebäude und gewisse Betriebsgebäude, während andere ausgenommen waren.

## Hintergrund
Die Energieeinsparverordnung stellte ein Instrument der deutschen Energie- und Klimaschutzpolitik dar. Die EnEV sollte „dazu beitragen, dass die energiepolitischen Ziele der Bundesregierung, insbesondere ein nahezu klimaneutraler Gebäudebestand bis zum Jahr 2050, erreicht werden“.

## Geschichte
Die Energieeinsparverordnung löste die Wärmeschutzverordnung (WSchV) und die Heizungsanlagenverordnung (HeizAnlV) ab und fasste sie zusammen.
Ihre erste Fassung trat am 1. Februar 2002 in Kraft, die zweite Fassung (EnEV 2004) 2004. Zur Umsetzung der Richtlinie 2002/91/EG über die Gesamtenergieeffizienz von Gebäuden wurde eine Neufassung erstellt, die ab dem 1. Oktober 2007 gültig war.
Die letzte große Novelle aus 2013 setzt die Richtlinie 2010/31/EU über die Gesamtenergieeffizienz von Gebäuden (Neufassung) und die Richtlinie 2012/27/EU zur Energieeffizienz mit Wirkung ab dem 1. Mai 2014 um. Die neue Fassung der EnEV wurde im November 2013 verkündet (selten auch EnEV 2013 genannt). Große Teile der Verordnung galten ab dem 1. Mai 2014. Die Verordnung wird daher häufig auch EnEV 2014 genannt. Die seit dem 1. Januar 2016 geltenden Anforderungsänderungen werden gelegentlich unter dem Begriff EnEV 2016 oder EnEV 2014 mit Änderungen ab 2016 beschrieben. Es handelt sich jedoch in allen drei Fällen um dieselbe Version der Verordnung aus dem Jahr 2013.

## Prinzipien der EnEV
Die Zusammenführung von Heizungsanlagenverordnung und Wärmeschutzverordnung zu einer gemeinsamen Verordnung erweiterte den bisherigen Bilanzierungsrahmen in zweifacher Hinsicht:
- Zum einen wurden mit der Einbeziehung der Anlagentechnik in die Energiebilanz auch die bei der Erzeugung, Verteilung, Speicherung und Übergabe der Wärme entstehenden Verluste berücksichtigt. Dadurch war nicht mehr die dem Raum zur Verfügung gestellte Nutzenergie, sondern die an der Gebäudegrenze übergebene Endenergie relevant.
- Zum anderen wurde dieser Energiebedarf primärenergetisch bewertet, indem die durch Gewinnung, Umwandlung und Transport des jeweiligen Energieträgers entstehenden Verluste mittels eines Primärenergiefaktors in der Energiebilanz des Gebäudes Beachtung fanden. Damit kommt sie einer Ökobilanz deutlich näher.

Dieser erweiterte Rahmen ermöglichte es, in der Gesamtbilanz eines Gebäudes den Faktor Anlagentechnik und den Faktor baulichen Wärmeschutz in gewissem Maße miteinander zu verrechnen, also eine schlechte Wärmedämmung mit einer effizienten Heizanlage auszugleichen oder umgekehrt. Die Hauptanforderungsgröße für Neubauten ist in der EnEV der Jahresprimärenergiebedarf im Vergleich zu einem Referenzgebäude gleicher Geometrie und Abmessung und vorgegebenen technischen Eigenschaften. Zusätzlich einzuhalten war ein vom Gebäudetyp abhängiger Grenzwert für den auf die wärmeübertragende Umfassungsfläche bezogenen Transmissionswärmeverlust.
Die EnEV stellte erstmals auch Anforderungen an den sommerlichen Wärmeschutz und ermöglichte die Berücksichtigung solarer Wärmegewinne.

## Geltungsbereich
Die Verordnung galt in Deutschland
- für Gebäude mit normalen Innentemperaturen (Gebäude, die nach ihrem Verwendungszweck auf eine Innentemperatur von 19 °C und jährlich mehr als vier Monate beheizt werden, sowie für Wohngebäude, die ganz oder deutlich überwiegend zum Wohnen genutzt werden)
- für Gebäude mit niedrigen Innentemperaturen (Gebäude, die nach ihrem Verwendungszweck auf eine Innentemperatur von mehr als 12 °C und weniger als 19 °C und jährlich mehr als vier Monate beheizt werden) einschließlich ihrer Heizungs-, raumlufttechnischen und zur Trinkwarmwasserbereitung dienenden Anlagen.

Unterscheidungen, inwieweit bestimmte Anforderungen nur für Neubauten, nur für bestehende Gebäude oder für beide gelten sollen, wurden in den entsprechenden Abschnitten und bei den jeweiligen Regelungen gemacht.
Die EnEV galt nicht für:
- Gebäude die ohne Einsatz von Energie beheizt oder gekühlt werden.
- Betriebsgebäude, die überwiegend der Tierhaltung dienen
- großflächige Betriebsgebäude, die lang anhaltend offen gehalten werden müssen
- unterirdische Bauwerke
- Räume, die der Aufzucht und dem Verkauf von Pflanzen dienen (Gewächshäuser etc.)
- Traglufthallen, Zelte und ähnliche Gebäude, die wiederholt aufgebaut und zerlegt werden müssen.
- Gebäude, die nicht unter die oben genannten Parameter fallen, z. B. wenn sie weniger als 4 Monate pro Jahr beheizt werden
- Energieeinsatz für Produktionsprozesse in Gebäuden

Ausnahmen von den Regelungen waren für Baudenkmäler möglich.

## Berechnungsverfahren der EnEV
Ob und wie ein Nachweis nach der EnEV geführt werden musste, hing u. a. davon ab, ob ein neues Gebäude errichtet oder ein bestehendes verändert werden sollte.
- Für Neubauten mit normalen Innentemperaturen (> 19 °C) war die Einhaltung der in Anhang 1 Tabelle 1 der EnEV genannten Höchstwerte des Jahres-Primärenergiebedarfs wie auch des spezifischen Transmissionswärmeverlustes nachzuweisen.
- Für Neubauten mit niedrigen Innentemperaturen (< 19 °C) oder kleinen Gebäudevolumen (< 100 m³) galten geringere Anforderungen und vereinfachte Nachweisverfahren.
- Im Rahmen des sommerlichen Wärmeschutzes war bei Neubauten grundsätzlich die Einhaltung von Sonneneintragskennwerten oder der Übertemperatur-Gradstunden nachzuweisen.
- Für Änderungen im Bestand (Altbauten) waren – je nach Umfang der Maßnahmen – entweder die geforderten Wärmedurchgangskoeffizienten (U-Werte) einzuhalten (Bauteilverfahren) oder der Jahres-Primärenergiebedarf des ganzen Gebäudes nachzuweisen (Bilanzverfahren); er durfte um bis zu 40 % über dem Jahres-Primärenergiebedarf des Referenzgebäudes liegen.
- Bei Erweiterungen der beheizten Nutzfläche um mehr als 50 m² und dem Einbau einer neuen Heizungsanlage galten für den neuen Gebäudeteil die Anforderungen an Neubauten.

Die EnEV enthielt hinsichtlich der anzuwendenden Regeln der Technik viele statische Verweise auf bestehende EN/DIN-Normen. Das bedeutet, dass die jeweiligen Normen mit ihrem Ausgabedatum zitiert und somit indirekt Bestandteil der EnEV wurden. Dadurch wurde sichergestellt, dass sich durch die Veränderung einer Norm nicht automatisch auch das Anforderungsniveau der EnEV änderte.
Da die Berechnungsverfahren der EnEV seit der ersten Wärmeschutzverordnung von 1977 heute auf ein mehrere hundert Seiten starkes Normenwerk für die Bewertungsmethoden angewachsen waren, wurde die EnEV-easy-Methode entwickelt. Diese sollte helfen, die Komplexität der Regelwerke zu reduzieren und trotzdem EnEV und EEWärmeG einzuhalten.

## Primärenergiebedarf
Der Primärenergiebedarf berücksichtigt neben dem Endenergiebedarf für Heizung und Warmwasser auch die Verluste, die von der Gewinnung des Energieträgers an seiner Quelle über Aufbereitung und Transport bis zum Gebäude und der Verteilung, Speicherung im Gebäude anfallen.
In Deutschland beschreibt die EnEV den Primärenergiebedarf {\displaystyle Q_{p}} bei Wohngebäuden wie folgt durch die Anlagenaufwandszahl {\displaystyle e_{p}}, den Heizwärmebedarf {\displaystyle Q_{h}} und den Trinkwasserwärmebedarf {\displaystyle Q_{w}}:
{\displaystyle Q_{p}=e_{p}\cdot (Q_{h}+Q_{w})}
In die Anlagenaufwandszahl {\displaystyle e_{p}} fließt unter anderem der Primärenergiefaktor ein.
Analog dazu ergibt sich der Primärenergiebedarf bezogen auf die Gebäudenutzfläche pro Jahr Qp" (meist in kWh/(m²·a) angegeben).

## Endenergiebedarf
Der Endenergiebedarf ist die berechnete Energiemenge, die bei deutschlandweit gemittelten Klimaverhältnissen zur Deckung des Heizwärmebedarfs und des Trinkwasserwärmebedarfs einschließlich der Verluste der Anlagentechnik benötigt wird. Wie groß diese Energiemenge tatsächlich ist, hängt von den Lebensgewohnheiten der Gebäudebenutzer und den jeweiligen örtlichen Klimaverhältnissen ab. Rückschlüsse auf die energietechnischen Qualitäten eines Gebäudes sind auch anhand des dokumentierten Strom-, Öl-, Gas-, Holz- oder Kohleverbrauchs möglich.
Den Zusammenhang zwischen Primärenergiebedarf {\displaystyle Q_{P}}, Endenergiebedarf {\displaystyle Q_{E}}, Primärenergiefaktor {\displaystyle f_{P}} und Umrechnungsfaktor für Endenergie {\displaystyle f_{U}} beschreibt die EnEV wie folgt:
{\displaystyle \,Q_{P}=\sum (Q_{E}\cdot f_{P}\cdot f_{U})}
Der Umrechnungsfaktor {\displaystyle f_{U}} beinhaltet das Verhältnis von unterem Heizwert zu oberem Heizwert der verwendeten Brennstoffe.

## Heizwärmebedarf / Trinkwasserwärmebedarf
Der Heizwärmebedarf ist die errechnete Energiemenge, die z. B. durch Heizkörper an einen beheizten Raum abgegeben wird. Für neugebaute Häuser wird laut der Energieeinsparverordnung der Niedrigenergiehaus-Standard mit einem spezifischen Heizwärmebedarf von 40–70 kWh/(m²·a) gefordert.
Der Trinkwasserwärmebedarf ist die Energiemenge, die zur Erwärmung dem Trinkwasser zugeführt werden muss. Verluste bei der Energieumwandlung (z. B. Verluste des Heizkessels), der Verteilung und sonstige technische Verluste sind nicht enthalten. Er wird bei manchen Verfahren pauschal mit 12,5 kWh/(m²·a) angesetzt. Dies entspricht einem Bedarf von 23 l/Person/Tag. Bezugsgröße für die Fläche ist dabei nicht die Wohnfläche, sondern die Gebäudenutzfläche.

## Die EnEV 2007
Am 24. Juli 2007 hat das Bundeskabinett eine novellierte Energieeinsparverordnung verabschiedet. Die Neufassung trat am 1. Oktober 2007 in Kraft. Viele Regelungen der bisherigen Verordnung wurden unverändert übernommen; nur einige in Details leicht verändert. Dies betrifft insbesondere die Anforderungen an Wohngebäude und das Verfahren zur Bewertung der energetischen Qualität von Wohngebäuden. Auch die Anforderungen an Heizkessel sowie die Nachrüstverpflichtungen blieben unverändert bestehen.
Folgende Aspekte der neuen Verordnung wurden im Vergleich zu den oben dargestellten Regelungen stark verändert oder sind neu hinzugekommen:
- Anforderungen an Nichtwohngebäude
- Verfahren zur energetischen Bewertung von Nichtwohngebäuden
- Berücksichtigung alternativer Energieversorgungssysteme
- Berücksichtigung des sommerlichen Wärmeschutzes
- Energetische Inspektion von Klimaanlagen
- Energieausweise für bestehende Gebäude

## Die EnEV 2009
Die Verordnung in der Fassung des Art. 1 der Verordnung vom 29. April 2009 wird umgangssprachlich als EnEV 2009 bezeichnet. Durch die Änderung der Energieeinspar- und Heizkostenverordnung wurden die Beschlüsse zum Integrierten Energie- und Klimaprogramm (IEKP) weitgehend umgesetzt. Ziel war es, den Energie-, Heizungs- und Warmwasserbedarf um zirka 30 % zu senken. Ab 2012 sollten in einem weiteren Schritt die energetischen Anforderungen nochmals um bis zu 30 % verschärft werden.
Die Bilanzierungsmethode der DIN V 18599 wurde auch auf Wohngebäude ausgeweitet, allerdings in einer vereinfachten Version. Das bisherige vereinfachte Nachweisverfahren wurde aufgegeben, ebenso die Formulierung von Maximalwerten in Bezug auf das Verhältnis (A/V). Für die Gebäudehülle wurden neue Referenzwerte festgelegt. Überarbeitet wurden auch die Anforderungen der Nachrüstung im Baubestand.
Die Änderungen der EnEV 2009 im Überblick:
- Die Obergrenze des zulässigen Jahres-Primärenergiebedarfs wurde für Neu- und Altbauten (bei Modernisierung) um durchschnittlich 30 % reduziert.
- Die energetischen Anforderungen an die Wärmedämmung von Neubauten wurden um durchschnittlich 15 % erhöht.
- In der Altbaumodernisierung mit wesentlichen baulichen Änderungen an Bauteilen (Fassade, Fenster und Dach) wurde die energetische Anforderung um 30 % erhöht. Eine Erleichterung galt nur noch, „wenn die Fläche des geänderten Bauteiles nicht mehr als 10 von Hundert der gesamten jeweiligen Bauteilfläche des Gebäudes betrifft“ (§ 9 Abs. 3 EnEV). Das bedeutet, werden mehr als 10 % eines Baues (bemessen am gesamten Gebäude) verändert, greift die EnEV 2009. Vorher lag die Bagatellgrenze bei bis 20 % eines Baues bezogen auf die Ausrichtung / Himmelsrichtung des entsprechenden Baues.
- Dachböden mussten bis Ende 2011 eine Wärmedämmung erhalten. Je nach Raumnutzung konnte die Geschossdecke oder eine Dachdämmung gewählt werden. Bei Neuerwerbung bestand eine Nachrüstpflicht. Für Eigentümer von Ein- und Zweifamilienhäusern besteht weiterhin die Freistellung, wenn der Eigentümer bereits am 1. Februar 2002 in seinem Haus wohnte.
- Klimaanlagen, die die Feuchtigkeit der Raumluft verändern, mussten mit einer automatischen Regelung zur Be- und Entfeuchtung nachgerüstet werden.
- Nachtspeicherheizungen, die 30 Jahre oder älter sind, mussten bis zum 1. Januar 2020 durch effizientere Heizungen ersetzt werden. Dies betraf insbesondere Wohngebäude mit mindestens sechs Wohneinheiten und Nichtwohngebäude mit mehr als 500 Quadratmetern Nutzfläche. Ausgenommen waren Gebäude, die nach dem Anforderungsniveau der Wärmeschutzverordnung 1995 erbaut worden sind, oder wenn der Austausch unwirtschaftlich wäre. Das Gleiche galt in Gebäuden, in denen durch öffentlich-rechtliche Vorschriften der Einsatz von elektrischen Speicherheizsystemen vorgeschrieben war.
- Der Vollzug der Verordnung wurde strenger überprüft. Bestimmte Prüfungen wurden dem Schornsteinfeger übertragen und Nachweise bei der Durchführung bestimmter Arbeiten im Gebäudebestand (Unternehmererklärungen) eingeführt.
- Es wurden einheitliche Bußgeldvorschriften bei Verstößen gegen zentrale Vorschriften der EnEV eingeführt. Verstöße gegen bestimmte Neu- und Altbauanforderungen der EnEV und die Bereitstellung und Verwendung falscher Daten beim Energieausweis wurden als Ordnungswidrigkeit geahndet.

## Die EnEV 2013 / EnEV 2014
Die Bundesregierung hat am 16. Oktober 2013 die Novellierung der Energieeinsparverordnung mit den Änderungen des Bundesrats-Beschlusses vom 11. Oktober 2013 beschlossen. Die Verkündung der Änderungen erfolgte im Bundesgesetzblatt vom 21. November 2013. Die Neuerungen traten überwiegend am 1. Mai 2014 in Kraft. Diese Novelle der EnEV wird teilweise mit unterschiedlichen Jahreszahlen bezeichnet. Auf Grund des Beschlusses der Novelle im Jahr 2013 wird sie gelegentlich als EnEV 2013 bezeichnet, durch das Inkrafttreten der Fassung im Jahr 2014 wird sie meistens als EnEV 2014 bezeichnet. Die zum 1. Januar 2016 in Kraft getretenen Anforderungsänderungen werden gelegentlich unter dem Begriff EnEV 2016 oder EnEV 2014 mit Änderungen ab 2016 beschrieben. Es handelt sich jedoch in allen drei Fällen um dieselbe Version der Verordnung aus dem Jahr 2013.
Die Überarbeitung der Energieeinsparverordnung fand ihren eigentlichen Ursprung im Kyoto-Protokoll von 1997 und dem damit verbundenen Ziel der Bundesregierung, bis 2050 einen nahezu klimaneutralen Gebäudebestand zu erreichen. Inhaltliche Grundlage des Beschlusses war die EU-Richtlinie 2010/31/EU über die Gesamtenergieeffizienz von Gebäuden.
Eigentlich schrieb die EU-Richtlinie ein Inkrafttreten der Landesregelung bis zum 9. Januar 2013 vor. Dieser Termin konnte nicht gehalten werden.
Als Nachweisverfahren sollte die DIN 4108 auch im Wohngebäude ganz von der DIN V 18599 abgelöst werden. In der beschlossenen Fassung der EnEV blieb das Nachweisverfahren der DIN 4108 mit DIN 4701-10 für Wohngebäude gültig. Mit dem sogenannten Modellgebäudeverfahren wurde sogar ein vereinfachtes drittes „Nachweis“verfahren eingeführt.
Zu den wichtigsten Änderungen zählten:
- Heizkessel, die älter als 30 Jahre sind, durften nicht mehr betrieben werden. Ausnahmeregeln betreffen z. B. Ein- und Zweifamilienhäuser, die am 1. Februar 2002 vom (aktuellen) Eigentümer selbst bewohnt wurden, oder Niedertemperatur- und Brennwertkessel.
- Bei der Dämmungspflicht für die oberste Geschossdecke wurde statt auf die Umschreibung „ungedämmt“ auf die DIN 4108-2: 2013-02 zurückgegriffen und die Pflicht, bis wann erfüllt werden muss, wurde geändert; es hieß nun „müssen dafür sorgen, dass […] nach dem 31. Dezember 2015 so gedämmt sind“. Die reduzierte Anforderung an die Höhe der Nachdämmung („0,30 Watt/(m²·K)“) bei Gebäuden mit nicht mehr als zwei Wohnungen entfiel, für diese galt ebenfalls „0,24 Watt/(m²·K)“.[15]
- Verschärfung der Anforderungen an den Primärenergiebedarf von Neubauten (Wohn- und Nichtwohngebäude) in einer Stufe um 25 % seit dem 1. Januar 2016; zusätzliche Verschärfung der bauteilbezogenen Höchstwerte für den Wärmedurchgangskoeffizienten bei Nichtwohngebäuden um ca. 20 Prozent
- Keine Anhebung der Anforderungen bei der Sanierung von Gebäuden
- Verpflichtung der Bundesländer zu Stichprobenkontrollen der Energieausweise, der Einhaltung der EnEV-Neubauanforderungen und der Berichte über die Inspektion von Klimaanlagen
- Modellgebäudeverfahren; zusätzliches vereinfachtes Nachweisverfahren für Wohngebäude (an enge Kriterien gebunden)

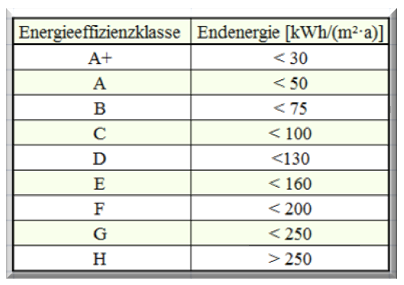
Tabelle der Effizienzklassen nach EnEV 2014

- Die wichtigsten Änderungen zum Energieausweis waren: Neuskalierung mit Angabe von Energieeffizienzklassen im Bandtacho. Vorlagepflicht bei Vermietung und Verkauf bis hin zu Pflichtangaben zur Energieeffizienz bei Immobilienanzeigen. Wenn zum Zeitpunkt der Anzeigenschaltung (gemeint sind Inserate in kommerziellen Medien gleich welcher Art) kein gültiger Energieausweis vorliegt, dann mussten die Angaben gem. EnEV 2014 nicht in der Anzeige aufgeführt sein. Ein gültiger Ausweis musste spätestens beim Besichtigungstermin vorgelegt und nach Vertragsabschluss übergeben werden. Für die Einhaltung der Pflicht war der Verkäufer oder der Vermieter verantwortlich. Bei Wohngebäuden galten diese Pflichtangaben:
a) die Art des Energieausweises (Energiebedarfsausweis oder Energieverbrauchsausweis),
b) den im Energieausweis genannten Endenergiebedarfs- oder Endenergieverbrauchswert für das Gebäude,
c) die im Energieausweis genannten wesentlichen Energieträger für die Heizung des Gebäudes,
d) das im Energieausweis genannte Baujahr und
e) die im Energieausweis genannte Energieeffizienzklasse.
- Die Einführung von Bußgeldern für den Verstoß gegen die EnEV bis zu 50.000 €.

Die Austauschforderung der EnEV 2013 betraf nur wenige überholte Wärmeerzeuger. Rund 11 Millionen Niedertemperaturheizungen fielen nicht unter die Austauschpflicht, entsprachen aber auch nicht dem Stand der Technik. Der Bundesverband Erneuerbare Energie kritisierte die EnEV daher als „wirkungslos“.